# بريتهو
بريتهو (بالإنجليزية: Prithu)‏، و(بالسنسكريتية: पृथु)‏، "الكبير، العظيم، المهم، الغزير"؛ هو صاحب السيادة (شاكرافارتي)، أي ملك ذكر في البورانات. ووفقًا للهندوسية، فهو أفْتار (تجسد) للإله الحافظ فيشنو. يحتفل به كأول ملك مكرس، ومنه أخذت الأرض اسمها (السنسكريتي) بريثفي. يرتبط بشكل أساسي بأسطورة مطاردة إلهة الأرض، بريثفي، التي هربت في شكل بقرة ووافقت في النهاية على إنتاج حليبها كحبوب ونباتات في العالم. تصفه ماهابهاراتا وفيشنو بورانا وبهاغافاتا بورانا بأنه جزء من الصورة الرمزية (تجسد) لفيشنو.